# Cerastis amicta
Cerastis amicta là một loài bướm đêm trong họ Noctuidae.